# Jacob Messias
Jacob Messias (Amsterdam, 25 december 1877 – Utrecht, 22 mei 1908) was een Nederlands violist.
Hij was zoon van muziekonderwijzer Simson Abraham Messias en Reina Jessurun. Hijzelf bleef vermoedelijk ongehuwd.
Hij kreeg zijn opleiding van Christiaan Timmner en Joseph Cramer. Een vervolgstudie vond plaats in Berlijn bij Joseph Joachim en Wirtz. Hij vertrok naar Glasgow om er eerste violist te worden, maar was even later te vinden in het orkest van Crystal Palace. In 1896 was hij weer terug in Nederland, dit maal in  Rotterdam. Hij werd er hoofdleraar viool aan de Rotterdamse muziekschool van de Maatschappij tot Bevordering der Toonkunst, was daar ook concertmeester en verzorgde menig kamermuziekconcert, onder andere met Carel Oberstadt, André Spoor, Maurits Meerloo, Charles van Isterdael, Oscar Eberle, Rie Batenburg en Karel Textuor. Op 11 april 1898 trad hij als solist op in het Amsterdamse Concertgebouw met het Concertgebouworkest onder leiding van Willem Mengelberg in het Vioolconcert van Ludwig van Beethoven.
Hij overleed in een psychiatrisch ziekenhuis in Utrecht, waarin hij al enige tijd opgenomen was vanwege een zenuwziekte. Zijn overlijden was landelijk nieuws.